# Улица Свердлова (Астрахань)
Улица Свердло́ва (в разговорной речи также Све́рдлова) — одна из основных улиц Астрахани, пересекающая практически весь центральный остров с запада на восток и затем с севера на юг, проходя через исторические районы Коса, Белый город и Большие Исады. Начинается от улицы Максима Горького у набережной Волги, пересекает улицы Урицкого, Фиолетова, Ульяновых и Щепной переулок на Косе, после пересечения Адмиралтейской переходит в Белый город, где идёт параллельно Советской улице и реке Кутум через улицы: Кирова, Володарского, Коммунистическую, Шелгунова, Михаила Аладьина и Калинина. Далее поворачивает на юго-восток, входя в исторической район рынка Большие Исады, где пересекает Саратовскую, Победы, Ногина, Базарный переулок, улицы: Чалабяна, 3-ю Интернациональную, Маяковского и Бабушкина. Заканчивается Ивановским мостом через Канал имени Варвация.

## История
До 1837 года на месте современной улицы располагались Площадная и Куренная улицы, которые затем они были переименованы в Большую Демидовскую и Плотинную. Было застроено продолжение улицы, получившее название Биржевой. Постановлением Пленума горсовета Астраханской области 30 декабря 1920 году Большая Демидовская была объединена с Биржевой и частью Плотинной улицы до Ивановского моста и получила современное название (улица Свердлова). В 1924 году Плотинная улица за Ивановским мостом была переименована в Киевскую, а 18 ноября 1957 года Киевская улица была присоединена к улице Свердлова.
Улица сохранила застройку рубежа XIX—XX веков и ряд купеческих особняков, включая особняк Плотникова, в котором находится картинная галерея собирателя живописи Догадина, чей особняк находится рядом на набережной реки Кутум, дом 39.
С 1900 по 2005 годы по улице было организовано трамвайное движение.

## Застройка
- дом 28/7 — ЦУМ (Центральный универсальный магазин)
- дом 52 — оранжерея купца Г. Е. Нюнина (арх. Н. Н. Мидовидов)
- дом 53 — дом-музей Велимира Хлебникова в квартире его родителей в доходном доме Поляковых (1909 г.).[5]
- дом 55 — гостиный двор, памятник архитектуры и объект культурного наследия федерального значения «Комплекс сооружений дома Демидова, начало XVIII в. — г. Астрахань, ул. Свердлова, 55: здание конторы, служебное здание, склад, склад», начатый в 1730-х годах Тихоном Лошкаревым и законченный в 1760-х Анной Устиновной, вдовой его сына, Ильи Тихоновича Лошкарёва. Здание выполнено в виде каре с двухъярусной галерей вдоль дворового фасада.[6]
- дом 60 — усадьба Николаева.[7]
- дом 68 — Дом-музей Б. М. Кустодиева[8]

## Фотогалерея

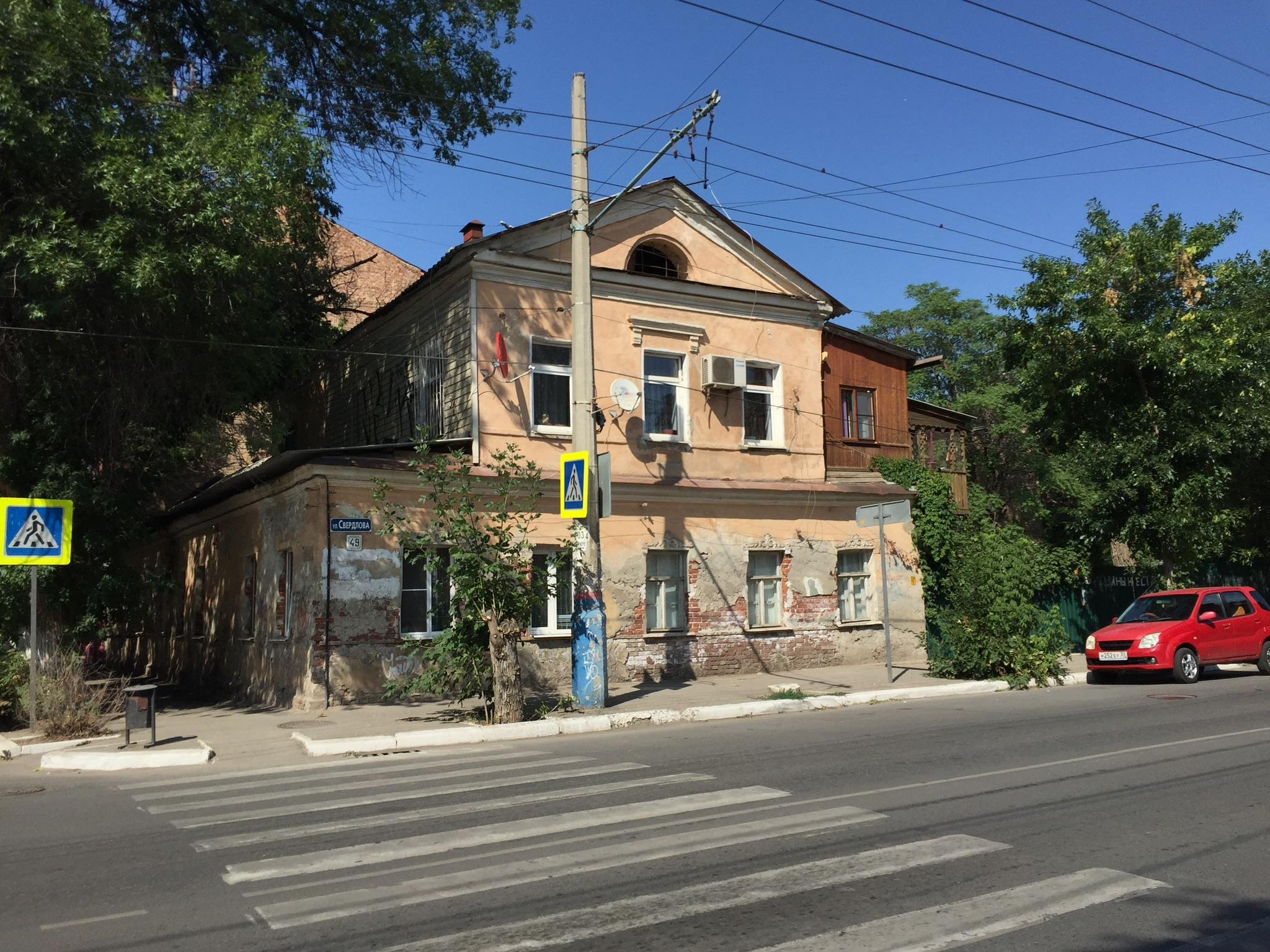
Свердлова, 49/Шелгунова, 3
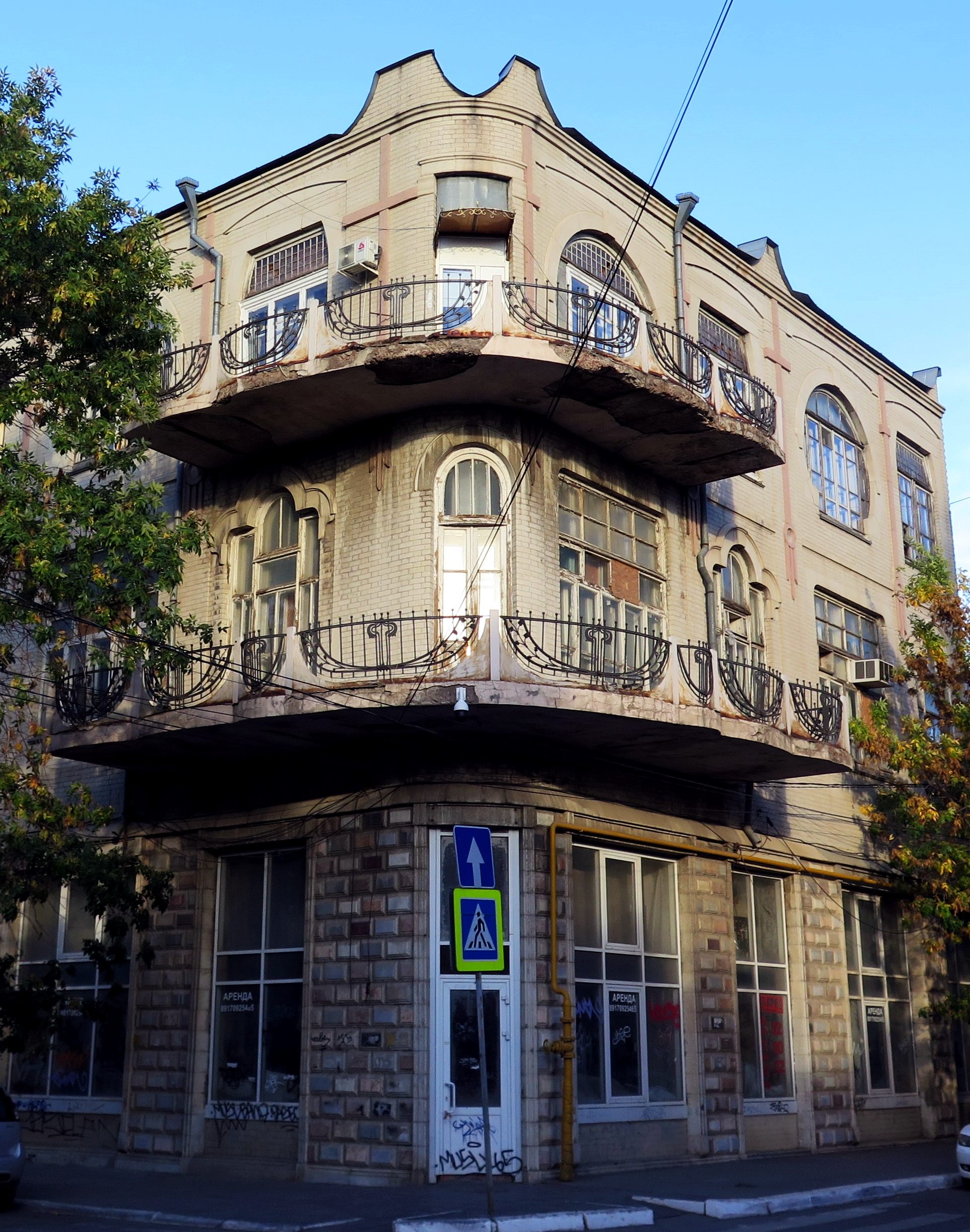
Торговые лавки с гостиницей, Свердлова, 5/Фиолетова, 1-3
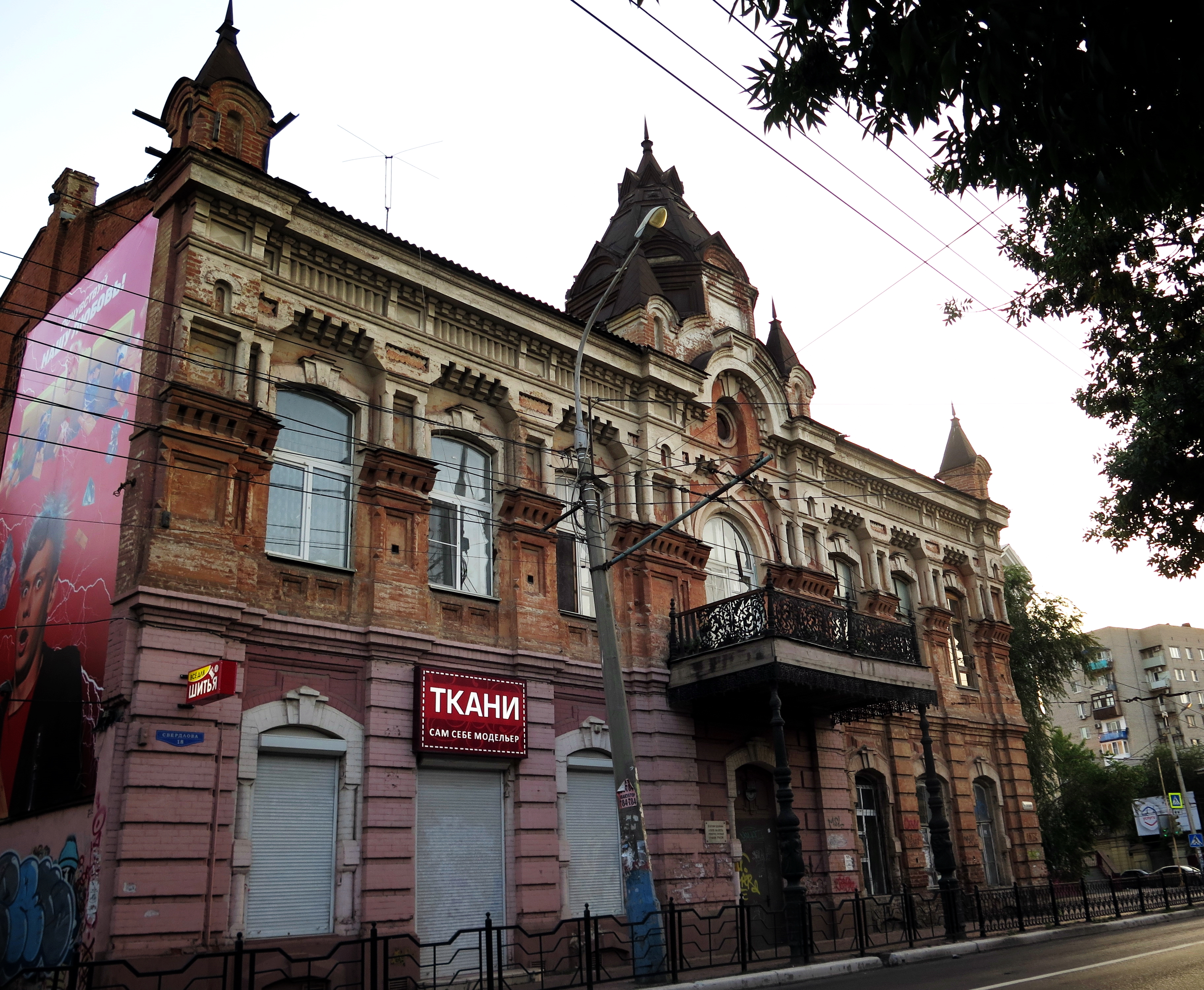
Дом Сериковой, Свердлова, 18 в настоящее время отреставрирован
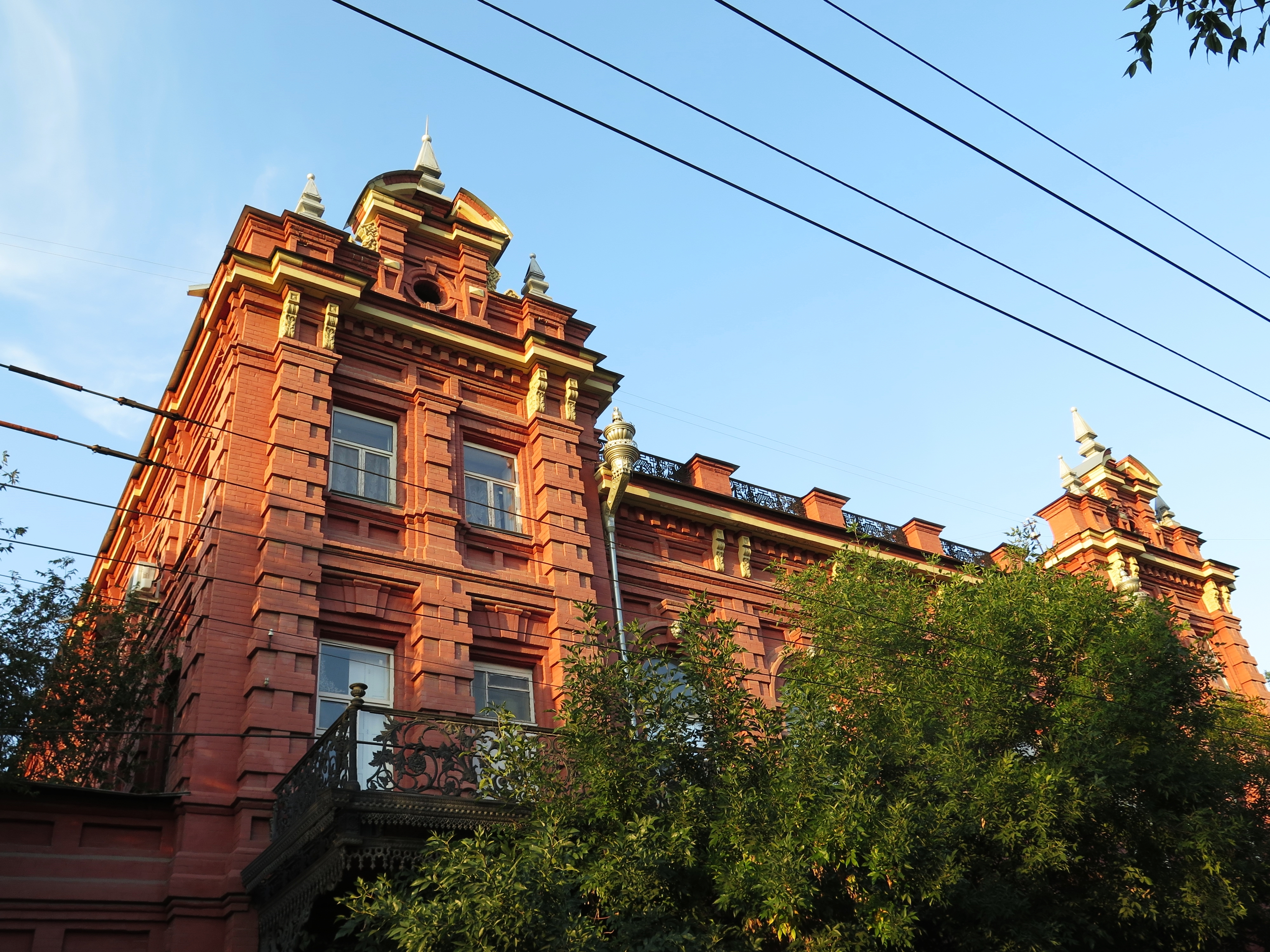
Дом Меркульева, Свердлова, 37/Володарского, 5
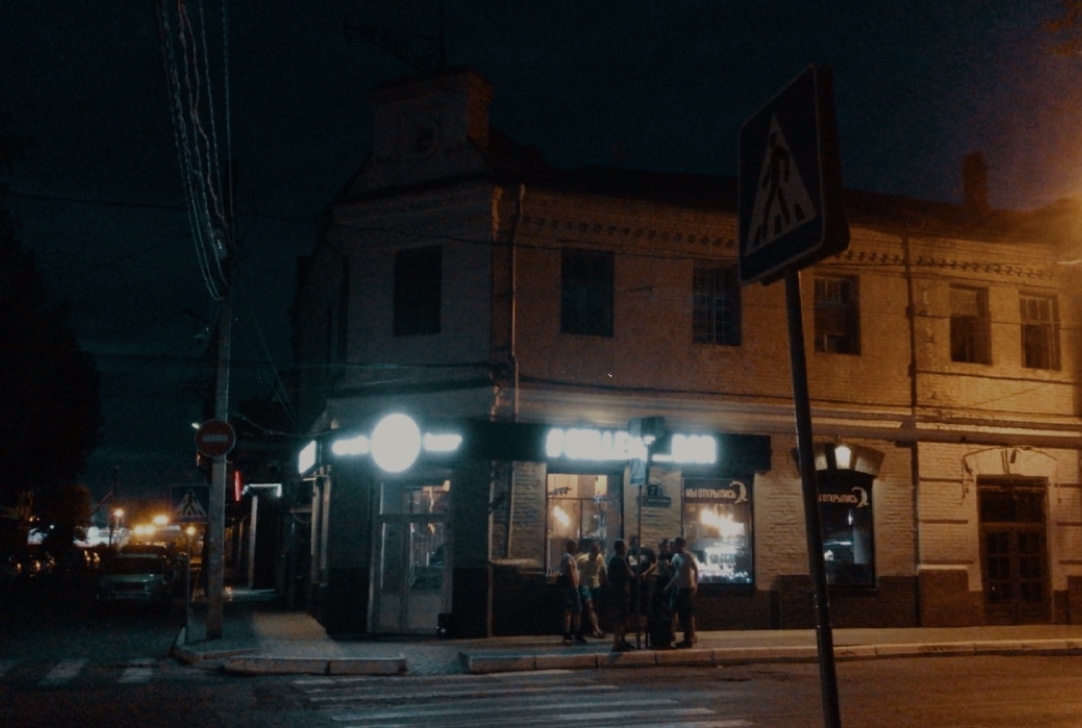
Бар «Gellert», Свердлова, 7
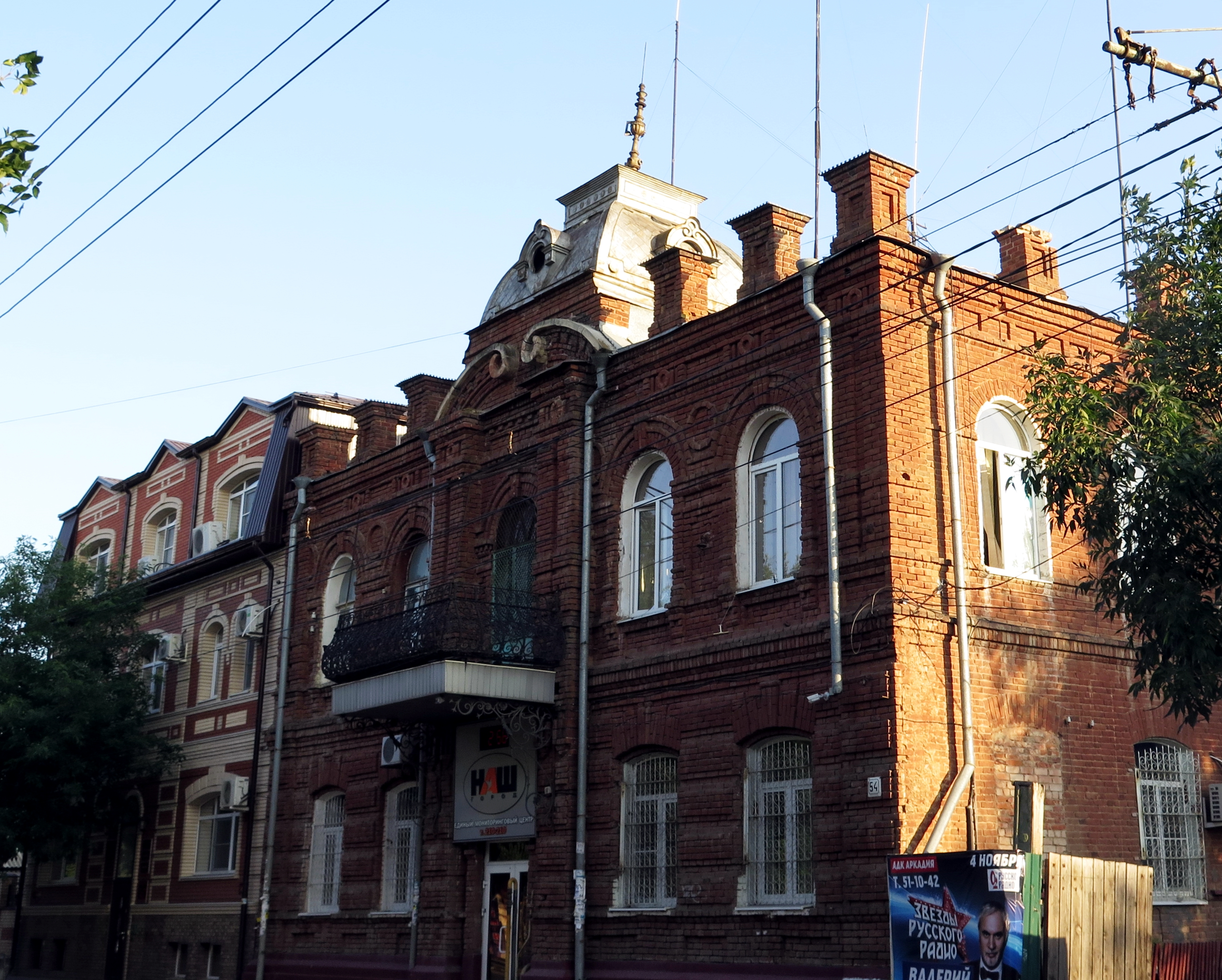
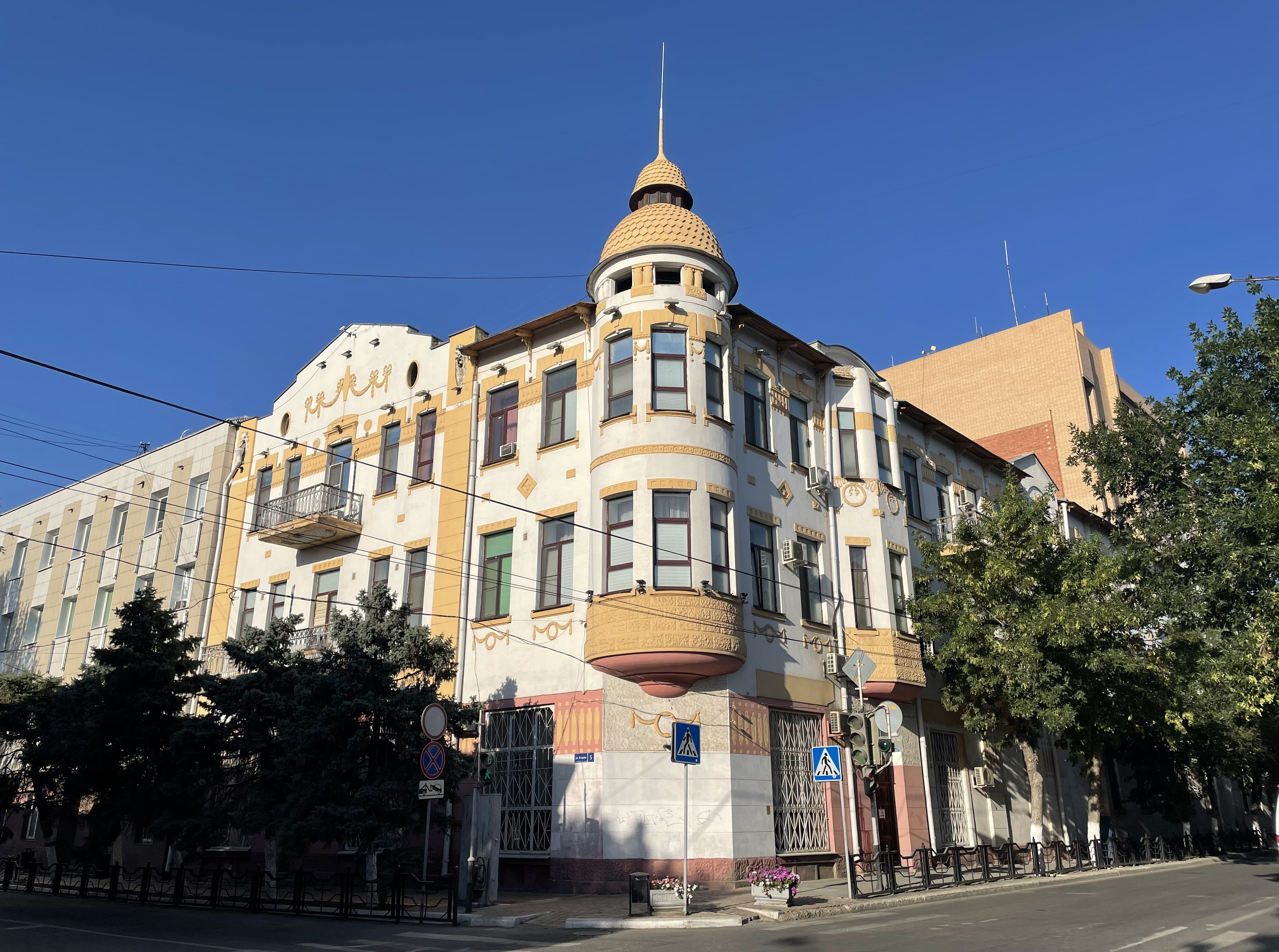
Дом Мизинова, Свердлова, 23/Кирова, 5
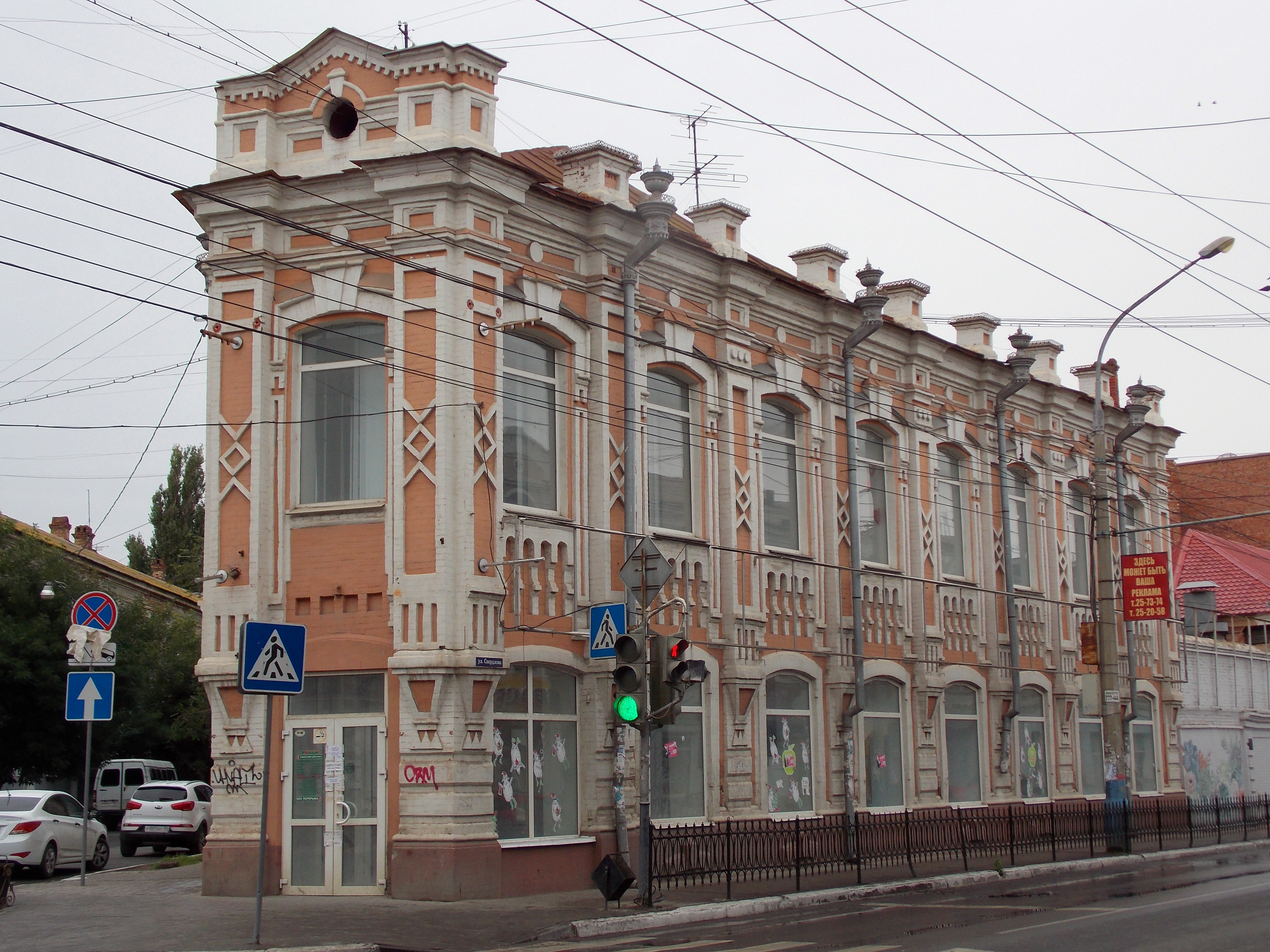
Дом Фабрикантова, Свердлова, 24/Кирова, 8
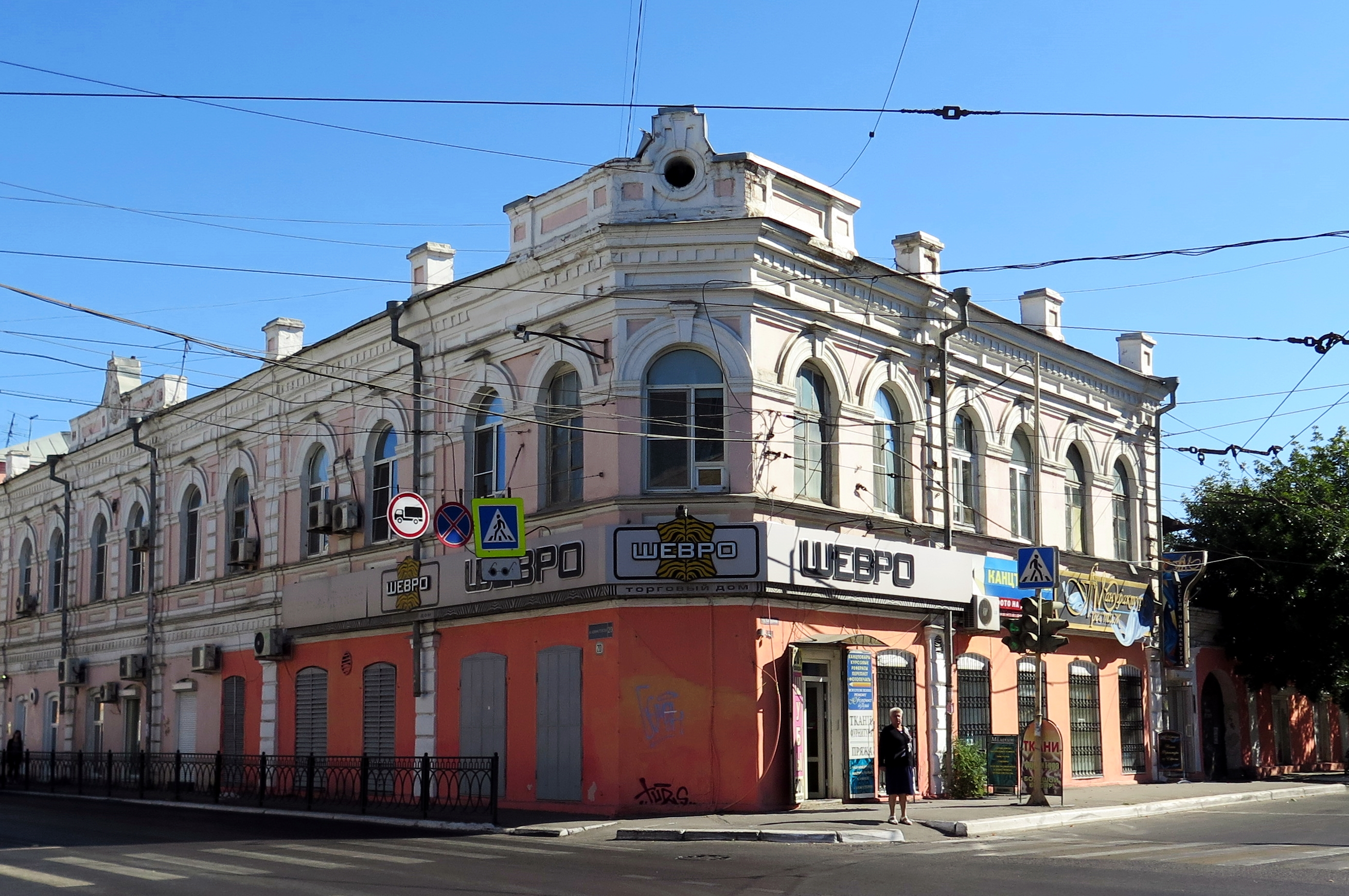
Торговый корпус Николаевой, Свердлова, 11/Адмиралтейская, 20